# Johann Ernst Daniel Bornschein
Johann Ernst Daniel Bornschein, auch: Johann Friedrich Kessler und Christian Friedrich Möller, (* 20. Juli 1774 in Prettin; † 1. April 1838 in Gera) war ein deutscher Dramatiker und Romanautor.

## Leben
Bornschein studierte von 1793 bis 1797 in Leipzig und Wittenberg und verfasste danach als Unterhaltungsschriftsteller seine ersten Werke. Während dieser Zeit ging er seit 1799 einer Beschäftigung als Buchhändler in Leipzig nach und arbeitete als Korrektor in unterschiedlichen Druckereien. 1802 gründete er eine Kunsthandlung in Gera, wo er als Herausgeber der ortsansässigen Zeitung tätig war.
Bornschein ist als populärhistorischer Literat hervorgetreten, der vor allem zeitgeschichtliche Inhalte behandelte. Darunter finden sich neben einer Napoleon-Biographie auch zahlreiche Schauspiele. Sowohl seine komisch-satirischen als auch seine Schauerromane trafen den Geschmack der „einfachen“ Benutzer der Bibliothek. Dem Urteil der Kritiker konnten sie jedoch nicht standhalten. Als der fruchtbarste unter den frühen Räuberroman-Autoren schuf Bornschein mit „Antonia della Roccini, die Seeräuber-Königin“ ein weibliches Gegenstück zu Christian August Vulpius’ „Rinaldo Rinaldini, der Räuberhauptmann“, das seinem Vorbild in nichts nachsteht. Als Pseudonym verwandte er auch den Namen Johann Friedrich Kessler.

## Werke (Auswahl)
- Friedrich Graf von Struensee oder das dänische Blutgerüst, 3 Teile, Kopenhagen, Flensburg & Altona, 1793–95. (Digitalisat)
- Karl von Strahlenberg, Leipzig 1793
- Leben, Thaten und Meinungen, wie auch seltsamliche Abentheuer, Simsons des Starken, weiland Richters in Israel. Zarea 1797. (Digitalisat)
- Abentheuer und merkwürdige Reisen des gestrengen Herrn Lümmel auf Lümmelsdorf, 2 Teile, Leipzig 1798. (Digitalisat)
- Angelo, Marquis von Mazzini oder das verliebte Kind. Leipzig 1799. (Digitalisat)
- Leben ... des Freiherrn von Schaafkopf. Leipzig 1899. (Digitalisat Band 1)
- Biographien der Hahnreihe oder Ehestands-Chroniken. Leipzig 1800
- Das Harfenmädchen. Graz 1800. (Digitalisat)
- St. Walbo, Graf von Alikanta. Lübben 1800. (Digitalisat)
- Moritz Graf von Portokar oder zwei Jahre aus dem Leben eines Geistersehers. Aus den Papieren seines Freundes nebst dessen Jugendgeschichten, 1800–1801. (Digitalisat)
- Antonia della Roccini, die Seeräuber-Königin, Braunschweig 1801, 1838
- Der Beichtstuhl, 1802
- Braut und Bräutigam in der Klemme.
- Leben und Thaten des General Bonaparte, 1802. (Digitalisat)
- Das Nordhäusische Wundermädchen, ein weiblicher Rinaldini, 3 Teile, Gera/Leipzig 1802
- Der Cantor Steffen und sein alter Hauskater. Eine komische Geschichte. Bera 1802
- Der Seeräuberkönig, Regensburg 1803. (Digitalisat)
- Geschichte unsers deutschen Vaterlandes. Lobenstein 1803. 3 Bände
- Das Nachtmahl der Verzweiflung. 1803. (Digitalisat Theil 2)
- Abendopfer auf Thaliens Altar. Eisenberg 1803
- Junker Oswald der Flachskopf. Eisenberg 1804
- Der Alchymist, oder Elisa, das Mädchen aus dem Monde. Hanau 1804
- Der Hundssattler oder Scenen aus dem Leben eines Bösewichts, Eisenberg 1805
- Der Todten-Wirth, Erfurt 1806
- Die heilige Kapelle zu Florida. Braunschweig 1806. 2 Bände
- Geschichte von Polen vom Ursprung dieses Reichs an bis auf die neuesten Zeiten, Leipzig 1808 (Digitalisat)